# Водяні черепахи
Водяні черепахи (Mauremys) — рід черепах з родини Азійські прісноводні черепахи. Має 9 видів.

## Опис
Загальна довжина сягає 21—30 см. Спостерігається статевий диморфізм — самиці більші за самців. Голова середнього розміру, очі здебільшого великі. Мають сплощений гладенький карапакс, який кістковим швом нерухомо з'єднаний з пластроном. Надхвостові (постцентральні) щитки парні. Присутні пахвовий та паховий щитки. Борозна між грудними й черевними щитками лежить попереду шва, поміж гіо-і гіпопластронами. У задній частині пластрона чітко виражена анальна вирізка.
Забарвлення оливкове, буре, коричневе з різними відтінками. У низки видів по краях або на голові присутні світлі смуги або плями.

## Спосіб життя
Полюбляють прісні водойми, зокрема річки, ставки, озера. Не віддаляються далеко від води. Чудово плавають та пірнають. Харчуються рибою. земноводними, членистоногими, рослинністю.
Самиці відкладають до 15 яєць. які заривають у ямку на березі водойми. Інкубаційний період триває до 90—100 діб.

## Розповсюдження
Мешкають на півночі Африки, півдні Європи, на Кавказі, Середній Азії, у Китаї та Японії.

## Види
- Mauremys annamensis
- Mauremys caspica
- Mauremys japonica
- Mauremys leprosa
- Mauremys mutica
- Mauremys nigricans
- Mauremys reevesii
- Mauremys rivulata
- Mauremys sinensis